# Timbres de France 1850
Cet article recense les timbres de France émis en 1850 par l'administration des Postes.
Aucun nouveau timbre est émis en 1851. Voir Timbres de France 1852.

## Généralités
Les timbres de France émis en 1850 sont au type Cérès et portent les mentions : « REPUB FRANC / POSTES », le premier pour République française. La valeur faciale est exprimée en centime (abrégé : c) et en franc français (abrégé : F).

## Légende
Pour chaque timbre, le texte rapporte les informations suivantes :
- date d'émission, valeur faciale et description,
- formes de vente,
- artistes concepteurs et genèse du projet,
- date de retrait, tirage et chiffres de vente,

ainsi que les informations utiles pour une émission donnée.

## Février

### Cérès, 40 centimes orange

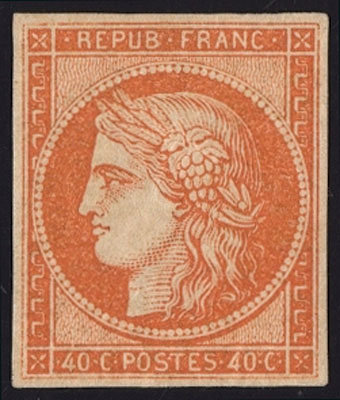
40 centimes orange, Cérès, IIe République. Oblitération « grille continue » du bureau central de Paris

Le 3 février, est émis le troisième timbre-poste non dentelé de France. Il est au type Cérès, d'une valeur de 40 centimes et de couleur orange. L'émission d'un 40 centimes bleu était prévue au 1er janvier 1849, mais a été retardée pour affecter le bleu au timbre de 20 centimes. 
Le créateur de l'illustration est le graveur Jacques-Jean Barre. Ces timbres sont imprimés en typographie à plat, en feuille de trois cents exemplaires, divisée en deux panneaux de 150 timbres (15 lignes de 10 timbres) séparés par une marge.
Le tirage s'élève à environ 4,1 millions de timbres. Celui-ci a commencé dès avril 1849, mais l'émission est retardée le temps de rappeler les un franc rouge de nuance claire dite « vermillon », trop proche de l'orange, sous les éclairages de l'époque.
La nuance varie de l'orange clair à l'orange foncé, en passant par un orange vif lumineux et un orange-rouge, le papier est assez constant, jaunâtre plus ou moins teinté.
Le 40 centimes « Cérès » est remplacé par un timbre de même valeur et de même couleur à l'effigie de l'Empereur Napoléon III en septembre 1853.

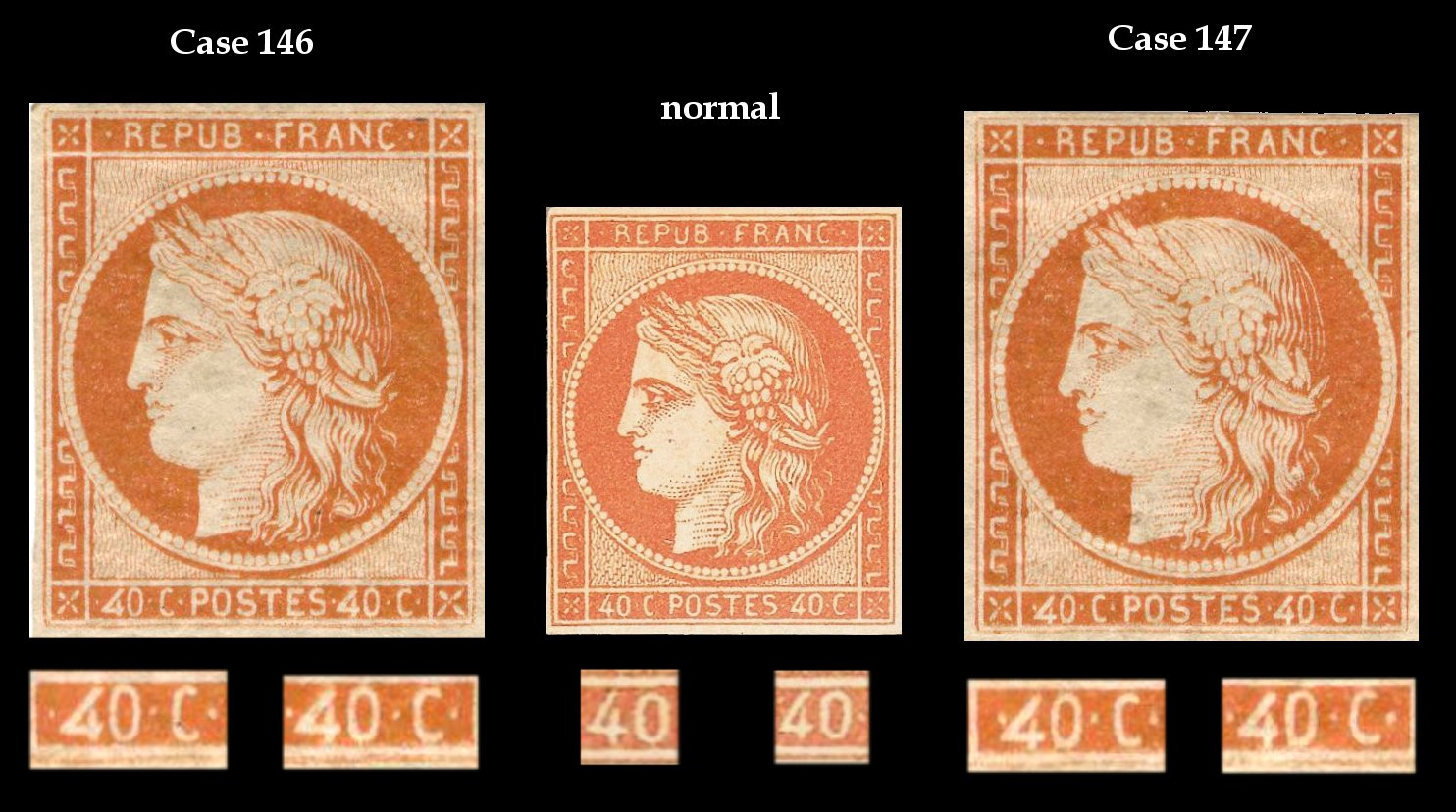
40 centimes orange, Cérès, IIe République. Variétés dite des « 4 retouchés » : 20c modifiés en 40c

Il n'existe aucun tête-bêche dans les panneaux d'impression utilisés. Par contre, il existe une variété célèbre, dite des « 4 retouchés ». Aux cases 146 et 147 des feuilles, deux clichés de 20 centimes ont été inclus par erreur et retouchés, les 2 ont été modifiés en 4 à la main.
Le 40 centimes orange est un timbre qui aura une longue histoire : les planches d'impression de 1849 - 1853 seront réutilisées en 1870 dans Paris assiégé par les armées prussiennes, puis par la IIIe République entre 1871 et 1874. Parallèlement, entre 1871 et 1875, des timbres de 40c orange non dentelés seront utilisés dans les Colonies sous administration française. Ces derniers timbres non dentelés sont souvent confondus avec les tirages de 1850. On retrouve dans tous ces tirages les variétés constantes de « case », dont les 4 retouchés.

## Mai
Le 9 mars 1849, le Conseil des Postes avait fixé les couleurs prévues pour le timbre à 10 centimes (en bistre) et celui à 15 centimes (en vert). Le Ministre avait approuvé ce choix le 19 mars 1849, en cas de fabrication de ces nouvelles valeurs d'affranchissement.
La Loi du 15 mai 1850, modifiant les tarifs postaux, suivie de la Circulaire de l'Administration des Postes du 20 juin 1850, crée les nouveaux timbres-poste à 10 centimes et 15 centimes prévus en 1849, ainsi que le timbre-poste à 25 centimes (en bleu) en remplacement du 20 centimes noir par l'augmentation de certains tarifs postaux.

## Juillet

### Tarifs au1erjuillet 1850
La loi du 15 mai 1850, applicable au 1er juillet 1850, modifie et augmente les tarifs « inter-urbains » pour compenser les déficits apparus à la suite de l'application de la réforme postale de 1849. Les autres tarifs restent inchangés.
| -                          | Tarif général, (Bureau à Bureau) | Port local, (même bureau de distribution) | Port urbain, (pour la même ville) | Tarif spécifique, (Paris pour Paris) |
| -------------------------- | -------------------------------- | ----------------------------------------- | --------------------------------- | ------------------------------------ |
| 1er : jusqu'à 7,5 g        | 25 c.                            | 10 c.                                     | (0 à 15g) 10 c.                   | (0 à 15g) 15 c.                      |
| 2e : de 7,5 à 15 g         | 50 c.                            | 20 c.                                     | (15 à 30g) 20c.                   | (15 à 30g) 25c.                      |
| 3e : de 15 à 100 g         | 1 F.                             | (15 à 30g) 30 c.                          | (30 à 60g) 30 c.                  | (30 à 60g) 35 c.                     |
| par tranche supplémentaire | (par 100g) 1 F.                  | (par 30g) 10 c.                           | (par 30g) 10 c.                   | (par 30g) 10 c.                      |

Ces tarifs seront en usage jusqu'au 1er juillet 1854.
Les lettres chargées sont taxées au port double, comme antérieurement, par contre les lettres recommandés sont surtaxées de 25 centimes, indépendamment de leur poids.
Un tarif spécifique à 20 centimes est maintenu pour les lettres à destinations des sous-officiers et soldats.
Pendant quelque temps, les timbres à 20 centimes noir conservant leur pouvoir d'affranchissement, on trouve des lettres portant à côté du timbre à 20 c. la marque rouge P.P. (Port Payé). Cette marque matérialise le paiement complémentaire en numéraire de l'expéditeur au guichet postal.
Voici les tarifsqui peuvent être réalisés avec un seul ou plusieurs des timbres émis fin 1850 (sachant que tous les tarifs de l'époque ne peuvent être réalisés avec les timbres-poste alors émis).
Tarifs intérieurs :
- Port local (tarifs inchangés):
  - 10 c. bistre : lettre de moins de 7,5 grammes à destination d'un lieu desservi dans la même circonscription postale (donc dans le même bureau postal) ;
  - 10 c. : lettre de moins de 15 grammes à destination de la même ville en Province (par exemple : Lyon pour Lyon)
  - 20 c. : deux timbres à 10 c. , port double (15 g. à 30 g.) pour la même ville, ou, de 7,5 g. à 15 g. pour la même circonscription postale ;
  - 30 c. : 3 fois 10 c., ou 20 c. (noir de 1849) plus 10 c. : port triple (30 g. à 60 g.) pour la même ville, ou de 15 g. à 30 g. pour une distribution dans la même circonscription postale ;
  - puis 10 c. par tranche de 30 g. supplémentaires ;
- Port local « Paris pour Paris »  (tarifs spécifiques inchangés):
  - 15 c. vert : lettre de moins de 15 grammes de Paris pour Paris ;
  - 25 c. soit 10 c. bistre plus 15 c. vert (rare) ; ou un timbre à 25 c. bleu : tarif double de 15 g. à 30 g. de Paris pour Paris ;
  - 35 c. soit deux timbres à 10 c. et un timbre à 15 c. : tarif triple (30 à 60 g.) de Paris pour Paris ;
  - 45 c. soit 3 timbres à 15 c. vert (rare usage en multiple de ce timbre) : tarif de 60 grammes à 90 grammes de Paris pour Paris.

- Tarif général (Bureau à Bureau) (nouveaux tarifs) :
  - 25 c. bleu : lettre de moins de 7,5 grammes au tarif intérieur ;
  - deux timbre à 25 c. : soit 50 c. : lettre de 7,5 à 15 grammes ;
  - idem : lettre recommandée de moins de 7,5 grammes.

L'usage du timbre à 1 F. rouge émis antérieurement est inchangé (voir année 1849).
- Tarifs pour l'étranger :
  - deux timbres à 25 c. soit 50 c. : port d'une lettre de moins de 7,5 grammes pour les États Sardes.
  - trois timbre à 15 c. plus un timbre à 25 c., soit 70 c. : lettre pour les États Sarde par les Postes françaises et partant de Paris ;
  - 40 c. orange : lettre de moins de 7,5 grammes pour la Suisse.

### Cérès, 25 centimes bleu

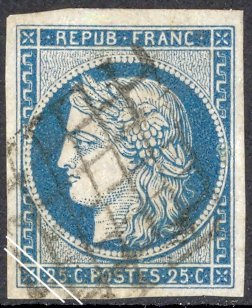
Cérès, 25 centimes bleu, IIe République. Oblitération « grille ».

Le 1er juillet, à la suite de la modification du tarif des lettres entre deux villes françaises (bureau à bureau), est émis non dentelé le quatrième timbre de France au type Cérès de 25 centimes et de couleur bleu. Il remplace à cet usage le 20 centimes noir. Son émission rend finalement inutile le stock de 20 centimes bleu imprimé en avril 1849 qui est détruit en juillet 1851.
Le créateur de l'illustration est le graveur Jacques-Jean Barre. Ces timbres sont imprimés en typographie à plat, en feuille de trois cents exemplaires, divisée en deux panneaux de 150 timbres (15 lignes de 10 timbres).
Le tirage est supérieur à 45 millions d'exemplaires (41 millions pour le 20 centimes noir, son prédécesseur pour la lettre de moins de 7,5 grammes à destination de la France). Il est remplacé en septembre 1852 par un 25 centimes bleu au type président Louis-Napoléon Bonaparte.
Il existe un tête-bêche dans le panneau d'impression n°2, faute de décompte exact des tirages par panneaux, le nombre de paires avec tête-bêche est estimé à 136 000. On ne connait qu'un seul bloc de quatre avec tête-bêche sur une lettre.
Comme pour le précédent timbre, il existe plusieurs tirages utilisant les mêmes planches d'impression : outre une réimpression en 1862 pour les collections publiques et Sir Rowland Hill, ce timbre a été réimprimé, dentelé, en septembre 1871 sous la troisième république. Un tirage spécifique pour les Colonies non dentelé et en bleu utilisé entre juillet 1872 et 1877 ressemble au premier tirage de 1850. Ces différents tirages se distinguent par leur couleur, la qualité de l'impression, ainsi que l'épaisseur et la teinte du papier.

### Cérès, 15 centimes vert

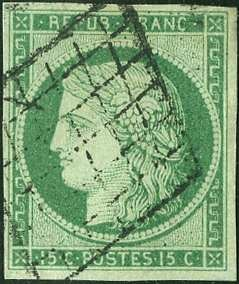
Cérès, 15 centimes vert,.

Émission prévue pour le 1er juillet 1850. Mais ces timbres-poste seront imprimés et livrés avec retard, la plus ancienne date d'utilisation connue à ce jour est le 29 juillet 1850. Ce cinquième timbre non dentelé de France au type Cérès avec une valeur de 15 centimes est de couleur verte sur papier vert clair teinté dans la masse. Il est vendu uniquement à Paris pour affranchir les lettres de moins de 15 grammes postées dans et à destination de la capitale (tarif spécifique). Il est rare sur lettres pour l'étranger et exceptionnel en province.
Le créateur de l'illustration est le graveur Jacques-Jean Barre. Le timbre est imprimé en typographie à plat, en feuille de trois cents exemplaires, divisée en deux panneaux de 150 timbres (15 lignes de 10 timbres).
Le tirage est d'environ 3,3 millions de timbres, les timbres seront vendus jusqu'à épuisement des stocks. Il est remplacé le 1er juillet 1853 par l'utilisation de timbres à 10 centimes couleur bistre (type président Louis-Napoléon Bonaparte, puis type Empire), à la suite de l'abaissement du tarif des lettres circulant dans Paris intra-muros.
Ce timbre peu utilisé présente une des plus grandes raretés des timbres de France. Lors de la constitution de la planche d'impression, une vignette a été disposée à l'envers, créant un « tête-bêche ». Ce fait en soit n'est pas exceptionnel, presque tous les premiers timbres de France ont un ou plusieurs tête-bêche. Mais dans le cas du Cérès 15c vert, seule une unique paire est connue, sur une lettre de surcroît. Aucune autre n'a été découverte, à ce jour. Cette pièce a appartenu au baron Philippe Ferrari de La Renotière. Elle a changé dernièrement de propriétaire lors de la vente de la collection « La Fayette » en novembre 2003.
Toutefois, vu la découverte en 1999 du non émis au type Cérès, 40 centimes bleu, 150 ans après son impression, il est possible qu'une nouvelle paire soit découverte un jour (6 110 paires avec tête-bêche existent en théorie d'après le tirage du timbre).
Cette valeur a fait l'objet d'une réimpression en 1862 pour satisfaire une demande de Sir Rowland Hill (tirage : 4350 timbres-poste conservés, une grande partie des planches est conservée au Musée de La Poste). Il existe deux blocs de quatre timbres-poste avec le tête-bêche provenant de ce retirage, dont un est au musée de la poste à Paris.

## Septembre

### Cérès, 10 centimes bistre-jaune

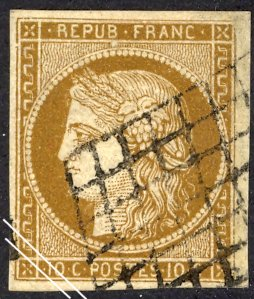
Cérès, 10 centimes bistre, IIe république.

Le 8 septembre (plus ancienne date d'usage connue ce jour), est émis un timbre non dentelé au type Cérès de 10 centimes de couleur bistre-jaune sur papier bistre clair, teinté dans la masse. Il permet de généraliser l'usage du timbre pour les lettres de moins de 7,5 grammes à destination du même arrondissement postal et de moins de 15 grammes circulant dans la même ville, ainsi que de constituer davantage de combinaison de tarifs.
Le créateur de l'illustration est le graveur Jacques-Jean Barre. Le timbre est imprimé en typographie à plat, en feuille de trois cents exemplaires, divisée en deux panneaux de 150 timbres (15 lignes de 10 timbres).
Le tirage total est d'environ 17 millions d'exemplaires. Le 10 centimes Cérès est remplacé par le 10 centimes président Louis-Napoléon Bonaparte de mêmes valeurs et couleurs, émis en décembre 1852.
La planche d'impression comporte trois timbres « tête-bêche », le nombre de paires potentiellement imprimées est de 170 000.
Bien qu'il soit chronologiquement le dernier timbre émis de la première série des Cérès, il est souvent affublé du numéro 1 dans les catalogues de cotation.
Cette valeur a fait l'objet d'une réimpression en 1862 pour satisfaire une demande de Sir Rowland Hill (tirage : 4 350 timbres-poste conservés, une grande partie de ces planches est au Musée de La Poste). Puis comme pour les timbres à 40 centimes et 20 centimes, des tirages dentelés avec les mêmes planches d'impression ont été réalisés en octobre 1870 dans Paris assiégé, puis sous la IIIe République jusqu'en septembre 1871. Puis en 1871 et 1872, des tirages spéciaux non dentelés ont été réalisés pour les colonies françaises, en bistre brun, comme pour le premier tirage de 1850. Les confusions entre ces deux tirages sont nombreuses, et les cotations sont très différentes.

### Timbres restés à l'état de projet
Un timbre avec une valeur faciale de 50 centimes est initialement prévu (tarif intérieur pour une lettre de 7,5g à 15g) mais il ne restera qu'à l'état de projet, sa conception étant interrompu par la production d'une nouvelle « série » en 1852 : les timbres dit « Présidence » (à l'effigie du Prince Louis Napoléon Bonaparte, premier président de la République Française). De même un timbre à 30 centimes est envisagé (tarif « double » Paris pour Paris) mais ne sera jamais réalisé.